# Gebstedt
Gebstedt là một đô thị thuộc huyện Weimarer Land trong bang Thüringen, Đức. Đô thị này có diện tích 9,25 km², dân số thời điểm 31 tháng 12 năm 2006 là 283 người.